# Émile Félix Fleury

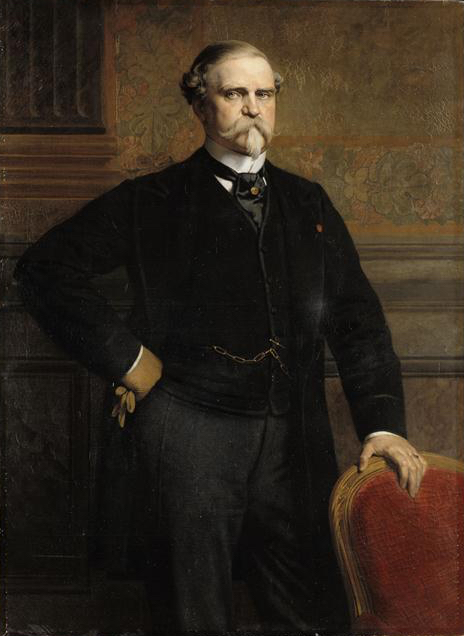
Émile Félix Fleury

Émile Félix Fleury (* 23. Dezember 1815 in Paris; † 11. Dezember 1884 ebenda) war ein französischer Offizier und Diplomat, zuletzt im Rang eines Generals und Botschafters.
Fleury trat 1837 in das Korps der Spahis in Algerien ein und wurde bereits 1844 Hauptmann. Im Juli 1848 kehrte er als Stabsoffizier nach Frankreich zurück, wo er sich mit Begeisterung der bonapartistischen Partei anschloss. Infolgedessen wurde er bereits im Dezember zum Ordonnanzoffizier des Präsidenten Louis Napoleon ernannt.
1851 nahm Fleury an der Expedition in die Kabylei teil und wurde 1861 zum Adjutanten des Kaisers, 1862 zum Generaldirektor der kaiserlichen Gestüte ernannt. 1865 machte man ihn zum Senator und im Jahr darauf erhielt er den Titel eines Großstallmeisters. Ende 1866 wurde er nach der Einverleibung Venetiens in das Königreich Italien als Botschafter zu König Viktor Emanuel II. geschickt. 1869 wurde er an Stelle Talleyrands Botschafter in Sankt Petersburg.
Im Deutsch-Französischen Krieg 1870/71 war Fleury bis zum Sturz des Kaiserreichs dessen Vertreter in Russland. Seit jener Zeit lebte er ohne öffentliche Stellung in Frankreich.
Émile Félix Fleury starb am 11. Dezember 1884 in Paris.